# Hemiblabera brunneri
Hemiblabera brunneri är en kackerlacksart som först beskrevs av Henri Saussure 1869.  Hemiblabera brunneri ingår i släktet Hemiblabera och familjen jättekackerlackor. Inga underarter finns listade i Catalogue of Life.